# Corps du Christ
Le Corps du Christ est un concept de la théologie chrétienne.

## Catholicisme

### Liturgie
Lors de la messe catholique, le prêtre dit lors de la prière eucharistique : 

« au moment d'être livré et d'entrer librement dans sa Passion, il prit le pain, il rendit grâce, il le rompit et le donna à ses disciples en disant : " Prenez et mangez en tous : ceci est mon corps livré pour vous ". »

Plus que le pardon, le pain comme le stipule l'officiant, est pain de vie, symbole de la résurrection apportée aux humains par Jésus-Christ.

### Articles liés
- Eucharistie
- Corps mystique du Christ
- Sang du Christ